# Otis Chandler
Otis Chandler (Los Angeles, 23 de novembro de 1927 - Ojai, 27 de fevereiro de 2006), empresário americano, transformou o Los Angeles Times em um grande jornal.